# Ulla Essendrop
Ulla Essendrop (født 1. december 1976 i Calcutta, Indien) er en dansk studievært fra DR.
Essendrop er uddannet cand. mag. i kommunikation og medievidenskab og har arbejdet i London for Viasat Broadcasting.
Hun har været tilknyttet TV 2 Sport, hvor hun bl.a. dækkede Sommer-OL 2008.
Under Eurovision Song Contest 2014 i København optrådte Essendrop sammen med Abdel Aziz Mahmoud som vært i pressecenteret.
Ved Eurovision Song Contest 2016, 2017 og 2018 fungerede hun som oplæser af de danske jurypoint.
Siden 2015 har Essendrop været tilknyttet Aftenshowet.

## Privat
Efter at have boet 2 år og 9 måneder i Indien, blev hun i 1979 adopteret af et dansk par.
Privat har hun været gift med Jimmy Støvring.
Hun har dannet par med Jimmy Bøjgaard.